# Società Sportiva Juve Stabia 2014-2015
Questa voce raccoglie le informazioni riguardanti la Società Sportiva Juve Stabia nelle competizioni ufficiali della stagione 2014-2015.

## Stagione
La stagione 2014-2015 vede la Juve Stabia impegnata nell'inedito campionato italiano di Lega Pro girone C, nella Coppa Italia, ed infine nella Coppa Italia Lega Pro.

## Divise e sponsor
Lo sponsor tecnico per la stagione 2015-2016 è Fly Line, mentre lo sponsor ufficiale è Marigo.
| Casa | Trasferta |

## Organigramma societario
Area direttiva
- Presidente: Francesco Manniello

Area tecnica
- Allenatore: Giuseppe Pancaro, dal 13 marzo Manco Salvini[5]

## Rosa
Di seguito è riportata la rosa della Juve Stabia.
| N. |                    | Ruolo | Calciatore               |
| -- | ------------------ | ----- | ------------------------ |
|    | Italia (bandiera)  | P     | Gianmarco Fiory          |
|    | Italia (bandiera)  | P     | Guido Mennella           |
|    | Italia (bandiera)  | P     | Matteo Pisseri           |
|    | Italia (bandiera)  | P     | Antonio Santurro         |
|    | Italia (bandiera)  | D     | Loris Bacchetti          |
|    | Italia (bandiera)  | D     | Tommaso Cancellotti      |
|    | Italia (bandiera)  | D     | Davide Ferrara           |
|    | Italia (bandiera)  | D     | Daniele Liotti           |
|    | Italia (bandiera)  | D     | Marco Migliorini         |
|    | Brasile (bandiera) | D     | Jefferson Oliveira       |
|    | Polonia (bandiera) | D     | Jan Polák                |
|    | Italia (bandiera)  | D     | Samuele Romeo            |
|    | Italia (bandiera)  | C     | Francesco Bombagi        |
|    | Italia (bandiera)  | C     | Salvatore Burrai         |
|    | Italia (bandiera)  | C     | Fabio Caserta (capitano) |
|    | Italia (bandiera)  | C     | Sergio Contessa          |

| N. |                    | Ruolo | Calciatore          |
| -- | ------------------ | ----- | ------------------- |
|    | Italia (bandiera)  | C     | Salvatore D'Ancora  |
|    | Italia (bandiera)  | C     | Antonio Gammone     |
|    | Italia (bandiera)  | C     | William Jidayi      |
|    | Italia (bandiera)  | C     | Giovanni La Camera  |
|    | Italia (bandiera)  | C     | Stefano Maiorano    |
|    | Ghana (bandiera)   | C     | Evans Osei          |
|    | Italia (bandiera)  | A     | Fabio Aveni         |
|    | Italia (bandiera)  | A     | Alessandro Carrozza |
|    | Italia (bandiera)  | A     | Samuel Di Carmine   |
|    | Italia (bandiera)  | A     | Alfonso Gargiulo    |
|    | Italia (bandiera)  | A     | Guido Gomez         |
|    | Francia (bandiera) | A     | Matthias Lepiller   |
|    | Italia (bandiera)  | A     | Francesco Nicastro  |
|    | Italia (bandiera)  | A     | Francesco Ripa      |
|    | Italia (bandiera)  | A     | Maurizio Vella      |

## Risultati

### Lega Pro

#### Girone di andata
| Arbitro: | Fiore (Barletta) |

|                           |           |  |
| Pagano 31’ Martignago 85’ | Marcatori |  |

| Arbitro: | Sprezzola (Mestre) |

|          |           |             |
| Ripa 26’ | Marcatori | 53’ Letizia |

| Arbitro: | Iluzzi (Molfetta) |

|  |           |           |
|  | Marcatori | 86’ Vella |

| Arbitro: | Amoroso (Paola) |

|                                    |           |                     |
| Ripa 30’ 71’ (rig.) Di Carmine 66’ | Marcatori | 21’ (rig.) Floriano |

| Arbitro: | Vesprini (Macerata) |

|                                     |           |                                      |
| Carretta 26’ Arcidiacono 42’ (rig.) | Marcatori | 71’ (rig.) Di Carmine 90+2’ Contessa |

| Arbitro: | Pelagatti (Arezzo) |

|                          |           |               |
| Di Carmine 55’ Romeo 80’ | Marcatori | 54’ Armellino |

| Arbitro: | Cifelli (Campobasso) |

|  |           |          |
|  | Marcatori | 90’ Osei |

| Arbitro: | Pagliardini (Arezzo) |

|             |           |           |
| Caserta 75’ | Marcatori | 4’ Corona |

| Arbitro: | Giovani (Grosseto) |

|           |           |                 |
| Romeo 72’ | Marcatori | 65’ Moscardelli |

| Arbitro: | Paolini (Ascoli Piceno) |

|  |           |             |
|  | Marcatori | 20’ Bombagi |

| Arbitro: | Prontera (Bologna) |

|                      |           |  |
| Gammone 33’ Ripa 69’ | Marcatori |  |

| Arbitro: | Baroni (Firenze) |

|          |           |                          |
| Cruz 81’ | Marcatori | 57’ Ripa 65’ Cancellotti |

| Arbitro: | Piccinini (Forlì) |

|                         |           |                            |
| Ripa 37’ Di Carmine 77’ | Marcatori | 52’ Iemmello 73’ Cavallaro |

| Arbitro: | Balice (Termoli) |

|             |           |                  |
| De Vena 10’ | Marcatori | 68’, 90+4’ Gomez |

| Arbitro: | Martinelli (Roma) |

|                            |           |                 |
| Di Carmine 58’ Bombagi 66’ | Marcatori | 90+1’ Del Sorbo |

| Arbitro: | Serra (Torino) |

|                                      |           |                             |
| Calil 47’, 62’ (rig.) Gabionetta 77’ | Marcatori | 23’ Migliorini 53’ Nicastro |

| Arbitro: | Amabile (Vicenza) |

|                                    |           |  |
| Lepiller 37’ Di Carmine 41’ (rig.) | Marcatori |  |

| Arbitro: | Di Martino (Teramo) |

|               |           |             |
| Scarsella 79’ | Marcatori | 40’ Bombagi |

| Arbitro: | Morreale (Roma) |

|                |           |                 |
| Di Carmine 18’ | Marcatori | 73’, 75’ Eusepi |

#### Girone di ritorno
| Arbitro: | Mainardi (Bergamo) |

|                |           |  |
| Nicastro 90+2’ | Marcatori |  |

| Arbitro: | Rapuano (Rimini) |

|                             |           |                |
| Iannini 3’, 5’ D'Aiello 79’ | Marcatori | 31’ Di Carmine |

| Arbitro: | Lanza (Nichelino) |

|           |           |  |
| Jidayi 9’ | Marcatori |  |

| Arbitro: | Tardino (Milano) |

|             |           |              |
| De Rose 76’ | Marcatori | 13’ Nicastro |

| Arbitro: | Bertani (Pisa) |

|                |           |              |
| Di Carmine 43’ | Marcatori | 12’ De Lucia |

| Reggio Calabria 15 febbraio 2015, ore 12:30 CET 25ª giornata | Reggio Calabria           | 0 – 0 referto | Juve Stabia | Stadio Oreste Granillo (2.592 spett.)\| Arbitro: \| Lacagnina (Caltanissetta) \| |
| Arbitro:                                                     | Lacagnina (Caltanissetta) |               |             |                                                                                  |

| Arbitro: | Baroni (Firenze) |

|                          |           |  |
| Jidayi 8’ Di Carmine 65’ | Marcatori |  |

| Arbitro: | Pelagatti (Arezzo) |

|  |           |                                               |
|  | Marcatori | 8’ (rig.) Di Carmine 46’ Gammone 71’ Nicastro |

| Arbitro: | Marini (Roma) |

|            |           |  |
| Lepore 81’ | Marcatori |  |

| Arbitro: | Piscopo (Imperia) |

|                |           |           |
| Di Carmine 51’ | Marcatori | 47’ Cesca |

| Arbitro: | Giovani (Grosseto) |

|  |           |                                 |
|  | Marcatori | 36’, 84’ Di Carmine 82’ Caserta |

| Arbitro: | Capone (Palermo) |

|             |           |               |
| Bombagi 43’ | Marcatori | 60’ Bulevardi |

| Arbitro: | Amoroso (Paola) |

|                |           |                    |
| Saint-Maza 70’ | Marcatori | 72’ (aut.) Potenza |

| Arbitro: | Giua (Pisa) |

|                                      |           |                               |
| Gammone 18’ Bombagi 38’ Nicastro 80’ | Marcatori | 35’ (rig.) Mosciaro 52’ Capua |

| Arbitro: | Caso (Verona) |

|              |           |                              |
| Ferrante 34’ | Marcatori | 42’, 70’ Ripa 90+3’ Carrozza |

| Arbitro: | Dei Giudici (Latina) |

|           |           |  |
| Jidayi 2’ | Marcatori |  |

| Arbitro: | Mei (Pesaro) |

|                           |           |          |
| Dermaku 45+1’ Tortori 64’ | Marcatori | 81’ Ripa |

| Arbitro: | Colarossi (Roma) |

|                                                        |           |                           |
| Bambagi 30’ Ripa 57’ Nicastro 90+1’ Gomez 90+5’ (rig.) | Marcatori | 52’ Di Bella 89’ Montella |

| Arbitro: | Guccini (Albano Laziale) |

|           |           |              |
| Pezzi 76’ | Marcatori | 26’ Contessa |

#### Play-off

##### Quarti di finale
| Arbitro: | Serra (Torino) |

|                                         |                      |                                     |
| Davì 20’                                | Marcatori            | 23’ Bombagi                         |
| Davì Furlan Semenzato Cattaneo Iocolano | Tiri di rigore 5 – 4 | La Camera Gomez Ripa Bombagi Burrai |

### Coppa Italia

#### Primo Turno
| Arbitro: | Morreale (Roma) |

|                 |           |  |
| Ripa 75’ (rig.) | Marcatori |  |

#### Secondo Turno
| Arbitro: | Ghersini (Genova) |

|                             |           |                           |
| Lupoli 21’ Neto Pereira 52’ | Marcatori | 56’ Jidayi 90’ Migliorini |

### Coppa Italia Lega Pro

#### Sedicesimi di finale
| Arbitro: | Mastrodonato (Molfetta) |

|                               |           |                      |
| Caserta 27’ Nicastro 38’, 89’ | Marcatori | 11’ Conte 15’ Maione |

#### Ottavi di finale
| Arbitro: | Catona (Reggio Calabria) |

|                                     |                      |                                   |
| Lepiller 12’ Caserta 41’            | Marcatori            | 10’ Giacomini 28’ (rig.) Coletti  |
| Gomez Bombagi Vella Liotti Nicastro | Tiri di rigore 4 – 2 | D'Aiello Guerra Turchetta Coletti |

#### Quarti di finale
| Arbitro: | Ranaldi (Tivoli) |

|  |           |                |
|  | Marcatori | 76’ De Angelis |

## Statistiche
Statistiche aggiornate al 17 maggio 2015.

### Statistiche di squadra
| Competizione          | Punti | In casa | In casa | In casa | In casa | In casa | In casa | In trasferta | In trasferta | In trasferta | In trasferta | In trasferta | In trasferta | Totale | Totale | Totale | Totale | Totale | Totale | DR  |
| Competizione          | Punti | G       | V       | N       | P       | Gf      | Gs      | G            | V            | N            | P            | Gf           | Gs           | G      | V      | N      | P      | Gf     | Gs     | DR  |
| --------------------- | ----- | ------- | ------- | ------- | ------- | ------- | ------- | ------------ | ------------ | ------------ | ------------ | ------------ | ------------ | ------ | ------ | ------ | ------ | ------ | ------ | --- |
| Lega Pro              | 70    | 19      | 11      | 7       | 1       | 31      | 13      | 19           | 8            | 6            | 5            | 26           | 20           | 38     | 19     | 13     | 6      | 58     | 37     | +21 |
| Play-off              | -     | -       | -       | -       | -       | -       | -       | 1            | 0            | 1            | 0            | 1            | 1            | 1      | 0      | 1      | 0      | 1      | 1      | 0   |
| Coppa Italia          | -     | 1       | 1       | 0       | 0       | 1       | 0       | 1            | 0            | 0            | 1            | 2            | 3            | 2      | 1      | 0      | 1      | 3      | 3      | 0   |
| Coppa Italia Lega Pro | -     | 3       | 2       | 0       | 1       | 5       | 5       | 0            | 0            | 0            | 0            | 0            | 0            | 3      | 2      | 0      | 1      | 5      | 5      | 0   |
| Totale                | -     | 23      | 14      | 7       | 2       | 37      | 18      | 21           | 8            | 7            | 6            | 29           | 24           | 44     | 22     | 14     | 8      | 67     | 46     | +21 |

### Andamento in campionato
| Giornata  | 1  | 2  | 3 | 4 | 5 | 6 | 7 | 8 | 9 | 10 | 11 | 12 | 13 | 14 | 15 | 16 | 17 | 18 | 19 | 20 | 21 | 22 | 23 | 24 | 25 | 26 | 27 | 28 | 29 | 30 | 31 | 32 | 33 | 34 | 35 | 36 | 37 | 38 |
| --------- | -- | -- | - | - | - | - | - | - | - | -- | -- | -- | -- | -- | -- | -- | -- | -- | -- | -- | -- | -- | -- | -- | -- | -- | -- | -- | -- | -- | -- | -- | -- | -- | -- | -- | -- | -- |
| Luogo     | T  | C  | T | C | T | C | T | C | C | T  | C  | T  | C  | T  | C  | T  | C  | T  | C  | C  | T  | C  | T  | C  | T  | C  | T  | T  | C  | T  | C  | T  | C  | T  | C  | T  | C  | T  |
| Risultato | P  | N  | V | V | N | V | V | N | N | V  | V  | V  | N  | V  | V  | P  | V  | N  | P  | V  | P  | V  | N  | N  | N  | V  | V  | P  | N  | V  | N  | N  | V  | V  | V  | P  | V  | N  |
| Posizione | 15 | 14 | 9 | 6 | 8 | 6 | 5 | 6 | 6 | 3  | 3  | 3  | 3  | 3  | 3  | 3  | 2  | 3  | 3  | 3  | 3  | 3  | 3  | 3  | 4  | 4  | 3  | 4  | 4  | 3  | 3  | 5  | 3  | 3  | 3  | 4  | 4  | 4  |

Fonte:  Lega Pro Girone C 2014/2015, su calcio.com.
Legenda:

Luogo: C = Casa; T = Trasferta. Risultato: V = Vittoria; N = Pareggio; P = Sconfitta.

### Statistiche dei giocatori
Sono in corsivo i calciatori che hanno lasciato la società a stagione in corso.
| Giocatore      | Lega Pro | Lega Pro | Lega Pro    | Lega Pro   | Coppa Italia | Coppa Italia | Coppa Italia | Coppa Italia | Coppa Italia Lega Pro | Coppa Italia Lega Pro | Coppa Italia Lega Pro | Coppa Italia Lega Pro | Totale   | Totale | Totale      | Totale     |
| Giocatore      | Presenze | Reti     | Ammonizioni | Espulsioni | Presenze     | Reti         | Ammonizioni  | Espulsioni   | Presenze              | Reti                  | Ammonizioni           | Espulsioni            | Presenze | Reti   | Ammonizioni | Espulsioni |
| -------------- | -------- | -------- | ----------- | ---------- | ------------ | ------------ | ------------ | ------------ | --------------------- | --------------------- | --------------------- | --------------------- | -------- | ------ | ----------- | ---------- |
| F. Aveni       | 0        | 0        | 0           | 0          | -            | -            | -            | -            | -                     | -                     | -                     | -                     | 0        | 0      | 0           | 0          |
| L. Bacchetti   | 5        | 0        | 2           | 1          | 1            | 0            | 0            | 0            | 1                     | 0                     | 0                     | 0                     | 7        | 0      | 2           | 1          |
| F. Bombagi     | 35+1     | 5+1      | 4           | 0          | 2            | 0            | 0            | 0            | 3                     | 0                     | 0                     | 0                     | 41       | 6      | 4           | 0          |
| S. Burrai      | 10       | 0        | 0           | 0          | -            | -            | -            | -            | 1                     | 0                     | 0                     | 0                     | 11       | 0      | 0           | 0          |
| T. Cancellotti | 33+1     | 1        | 8           | 1          | 2            | 0            | 0            | 0            | 1                     | 0                     | 1                     | 0                     | 37       | 1      | 9           | 1          |
| A. Carrozza    | 14+1     | 1        | 2           | 0          | -            | -            | -            | -            | -                     | -                     | -                     | -                     | 15       | 1      | 2           | 0          |
| F. Caserta     | 28       | 2        | 1           | 0          | 2            | 0            | 0            | 0            | 3                     | 2                     | 0                     | 0                     | 33       | 4      | 1           | 0          |
| S. Contessa    | 35+1     | 2        | 9           | 0          | -            | -            | -            | -            | -                     | -                     | -                     | -                     | 36       | 2      | 9           | 0          |
| S. D'Ancora    | 2        | 0        | 0           | 0          | 2            | 0            | 0            | 0            | 2                     | 0                     | 0                     | 0                     | 6        | 0      | 0           | 0          |
| S. Di Carmine  | 35+1     | 14       | 3           | 0          | -            | -            | -            | -            | -                     | -                     | -                     | -                     | 36       | 14     | 3           | 0          |
| D. Ferrara     | 0        | 0        | 0           | 0          | -            | -            | -            | -            | 2                     | 0                     | 1                     | 0                     | 2        | 0      | 1           | 0          |
| G. Fiory       | 0        | -0       | 0           | 0          | -            | -            | -            | -            | 1                     | -2                    | 0                     | 0                     | 1        | -2     | 0           | 0          |
| A. Gammone     | 27       | 3        | 5           | 1          | -            | -            | -            | -            | 1                     | 0                     | 0                     | 0                     | 28       | 3      | 5           | 1          |
| A. Gargiulo    | 0        | 0        | 0           | 0          | 2            | 0            | 0            | 0            | 1                     | 0                     | 0                     | 0                     | 3        | 0      | 0           | 0          |
| G. Gomez       | 8        | 3        | 0           | 0          | 1            | 0            | 0            | 0            | 2                     | 0                     | 0                     | 0                     | 11       | 3      | 0           | 0          |
| W. Jidayi      | 32+1     | 3        | 7           | 0          | 2            | 1            | 1            | 0            | 1                     | 0                     | 0                     | 0                     | 36       | 4      | 8           | 0          |
| G. La Camera   | 34+1     | 0        | 13          | 0          | 2            | 0            | 0            | 0            | 3                     | 0                     | 0                     | 0                     | 40       | 0      | 13          | 0          |
| M. Lepiller    | 11       | 1        | 3           | 0          | -            | -            | -            | -            | 2                     | 1                     | 0                     | 0                     | 13       | 2      | 3           | 0          |
| D. Liotti      | 6        | 0        | 0           | 0          | 2            | 0            | 0            | 0            | 3                     | 0                     | 1                     | 0                     | 11       | 0      | 1           | 0          |
| S. Maiorano    | 10       | 0        | 0           | 2          | -            | -            | -            | -            | -                     | -                     | -                     | -                     | 10       | 0      | 0           | 2          |
| G. Mennella    | 0        | 0        | 0           | 0          | -            | -            | -            | -            | -                     | -                     | -                     | -                     | 0        | 0      | 0           | 0          |
| M. Migliorini  | 33       | 1        | 8           | 0          | 2            | 1            | 0            | 0            | -                     | -                     | -                     | -                     | 35       | 2      | 8           | 0          |
| F. Nicastro    | 29+1     | 6        | 2           | 0          | 2            | 0            | 0            | 0            | 3                     | 2                     | 0                     | 0                     | 35       | 8      | 2           | 0          |
| J. Oliveira    | 4        | 0        | 0           | 0          | -            | -            | -            | -            | 2                     | 0                     | 0                     | 0                     | 6        | 0      | 0           | 0          |
| E. Osei        | 5        | 1        | 0           | 0          | -            | -            | -            | -            | 2                     | 0                     | 0                     | 0                     | 7        | 1      | 0           | 0          |
| M. Pisseri     | 38+1     | -37+-1   | 3           | 0          | 2            | -3           | 0            | 0            | 1                     | -2                    | 1                     | 0                     | 42       | -43    | 4           | 0          |
| J. Polák       | 20       | 0        | ?           | ?          | 1            | 0            | 0            | 0            | 1                     | 0                     | 0                     | 0                     | 22       | 0      | 0+          | 0+         |
| F. Ripa        | 29+1     | 10       | 4           | 0          | 2            | 1            | 0            | 0            | -                     | -                     | -                     | -                     | 32       | 11     | 4           | 0          |
| S. Romeo       | 25       | 2        | 4           | 1          | 2            | 0            | 0            | 0            | 2                     | 0                     | 0                     | 0                     | 29       | 2      | 4           | 1          |
| A. Santurro    | 0        | -0       | 0           | 0          | -            | -            | -            | -            | 1                     | -1                    | 0                     | 0                     | 1        | -1     | 0           | 0          |
| M. Vella       | 20       | 1        | ?           | ?          | -            | -            | -            | -            | 2                     | 0                     | 0                     | 0                     | 22       | 1      | 0+          | 0+         |